# 宜城市第二高级中学
宜城市第二高级中学，简称宜城二中。建校于1956年，是湖北省襄阳市二十一所重点高中之一。宜城二中是宜城市办学水平仅次于宜城一中的一所高级中学。

## 资料来源
1. ↑  http://www.hbycez.com/news/20091217/n5090283.html%5B%5D